# Trond Heir
Trond Heir, född 5 december 1958, är en norsk läkare, militär- och krispsykiater och terrorforskare. Han är forskningsprofessor vid Nasjonalt kunnskapssenter om vold og traumatisk stress (NKVTS) och professor i psykiatri vid Institutionen för klinisk medicin vid Universitetet i Oslo. Han är expert på psykotraumatologi, epidemiologi, folkhälsa och militärmedicin. Sedan 2011 har han forskat mycket på terrorattentaten i Norge 2011, och han var medlem av kristeamet efter terrorattentaten på Utøya. Han har också använts i stor utsträckning som psykiatrisk expertvittne.
Han tog cand.med.-examen 1986 och är dr.scient. från 1999.